# Loch Bhasapoll
Loch Bhasapoll är en sjö i Storbritannien.   Den ligger i kommunen Argyll and Bute och riksdelen Skottland, i den nordvästra delen av landet, 700 km nordväst om huvudstaden London. Loch Bhasapoll ligger 4 meter över havet. Arean är 0,39 kvadratkilometer. Den ligger på ön Tiree.  Den sträcker sig 0,9 kilometer i nord-sydlig riktning, och 0,6 kilometer i öst-västlig riktning.